# サム・ブラウン
サー・サミュエル・ジェームズ・ブラウン VC GCB KCSI（Sir Samuel James Browne, 1824年10月3日 - 1901年3月14日）は、イギリスの軍人。英印軍の騎兵将校としてインド及びアフガニスタンで戦った。今日ではサム・ブラウン・ベルトに名を残す。
彼は英国及び英連邦が前線で戦闘に参加した軍人に授与する勲章の内、最高級かつ最も権威あるヴィクトリア十字章を授与されている。

## 若年期
1824年、バラックポール（現在の西ベンガル州）にて外科医ジョン・ブラウン博士とその妻シャルロット（旧姓スウィントン）の息子として生を受ける。その後、第46ベンガル現地人歩兵連隊(46th Bengal Native Infantry)に准大尉として入隊し、ラムナガルの戦い、サドーラポール(Sadoolapore)の戦い、チリアンワラの戦い、グジラートの戦いなどに従軍した。1849年、彼は中尉に昇進し、騎兵戦力の向上という任務を帯び、後に正規軍に編入される第2パンジャブ不正規騎兵隊(2nd Punjab Irregular Cavalry)に配属された。以後の5年間、彼はこの部隊を指揮した。1904年、同部隊はブラウンの名誉を称え第22サム・ブラウン騎兵連隊と改称されている。
その後、ブラウンは第2騎兵隊を率いていくつもの任務を遂行し、1857年にはボズダル(Bozdar)探検における活動を評価され大尉に昇進した。

## インド大反乱
1857年5月10日、スィパーヒーの蜂起に端を発するインド大反乱が発生。ブラウンも英印軍の一員として反乱の鎮圧に従事した。
1858年8月31日、インドのシーラポラー(Seerporah)における戦いに参加する。この戦いでブラウンは左腕を失ってしまうが、戦功を讃えられヴィクトリア十字章が授与された。1861年3月1日付の英国政府官報ロンドン・ガゼット紙は英国戦争省（英国国防省の前身）が発表したインド大反乱におけるヴィクトリア十字章受章者一覧の中で、ブラウンについて次のように報じている。

## サム・ブラウン・ベルト
左腕を失い軍刀（サーベル）の抜刀が難しくなった為、ブラウンはこれを補助するベルトを開発し、身につけるようになった。後にブラウンの名を取ってサム・ブラウン・ベルトと呼ばれたこのベルトは、ブラウンを知る英印軍将校たちに愛用されたが、本国の陸軍に採用されるのは彼の死後である。サム・ブラウン・ベルトは第二次世界大戦頃まで世界各国の軍隊や警察で広く使用され、現在でも儀礼用装飾品の一つとして根強く使用されている。
ブラウンの使用していたベルトは、サンドハースト王立陸軍士官学校の英印軍記念室に展示されている。

## 第二次アングロ・アフガン戦争
第二次アングロ・アフガン戦争最中の1878年、ペシャワール野戦軍(Peshawar Field Force)の司令官を拝命したブラウンは、16,000人の歩兵と48門の砲を率いてカイバル峠へ向かい、アリマスジッド(Ali Masjid)の主要な要塞を占領するように命じた。これにより峠を抜けてジャララバードを占領する事が可能になった。この戦功を讃えられ、ブラウンはバス勲章ナイト・コマンダー(KC)を受けた。
1878年、大将に昇進。1891年にバス勲章ナイト・グランド・クロス(GCB)が授与された。

## 晩年
1898年に陸軍を退役するとワイト島のライドに移り住み、1901年3月14日に76歳で死去した。彼の遺骨は火葬により失われたが、ライドタウンセメタリーに彼の記念碑が残されている。またセント・ポール大聖堂及びラホール大聖堂にも銘板が残されている。2010年には彼の墓碑が修復された。
彼が受けたヴィクトリア十字章は国立陸軍博物館に展示されている。